# Хуанлун
Хуанлун (кит.: 黄龙) — мальовнича заповідна місцевість, відома своїми травертиновими терасами (з вапняного туфу), численними озерами, різних кольорів та форм. Розташована у високогір'ї на північному заході провінції Сичуань (повіт Сунпань), приблизно за 200 км на північ від міста Ченду. У заповіднику мешкає ряд рідкісних тварин, таких як велика панда та золотиста кирпата мавпа. Включено до списку Всесвітньої спадщини ЮНЕСКО 1992 року.
Найвища гірська вершина заповідної зони, що досягає у висоту 5588 м, цілий рік вкрита снігом.
Розчинений у воді кальцит кристалізувався і осідав на різних поверхнях, утворюючи протягом тисячоліть травертиновий ландшафт: озера, пороги, водоспади, печери. Найбільша кількість подібних об'єктів зосереджена в ущелині Хуанлунгоу.
В ущелині Моун розташований водоспад Чжага. Він падає з висоти 93 м при ширині 40 м — найбільший у Китаї по висоті падіння.
В Хуанлуні починається річка Фуцзян, цікава своєю прямою головною течією та звивистими протоками.
У 2013 році вперше за 30 років велика панда була сфотографована в природному середовищі її проживання саме в Хуанлуні.

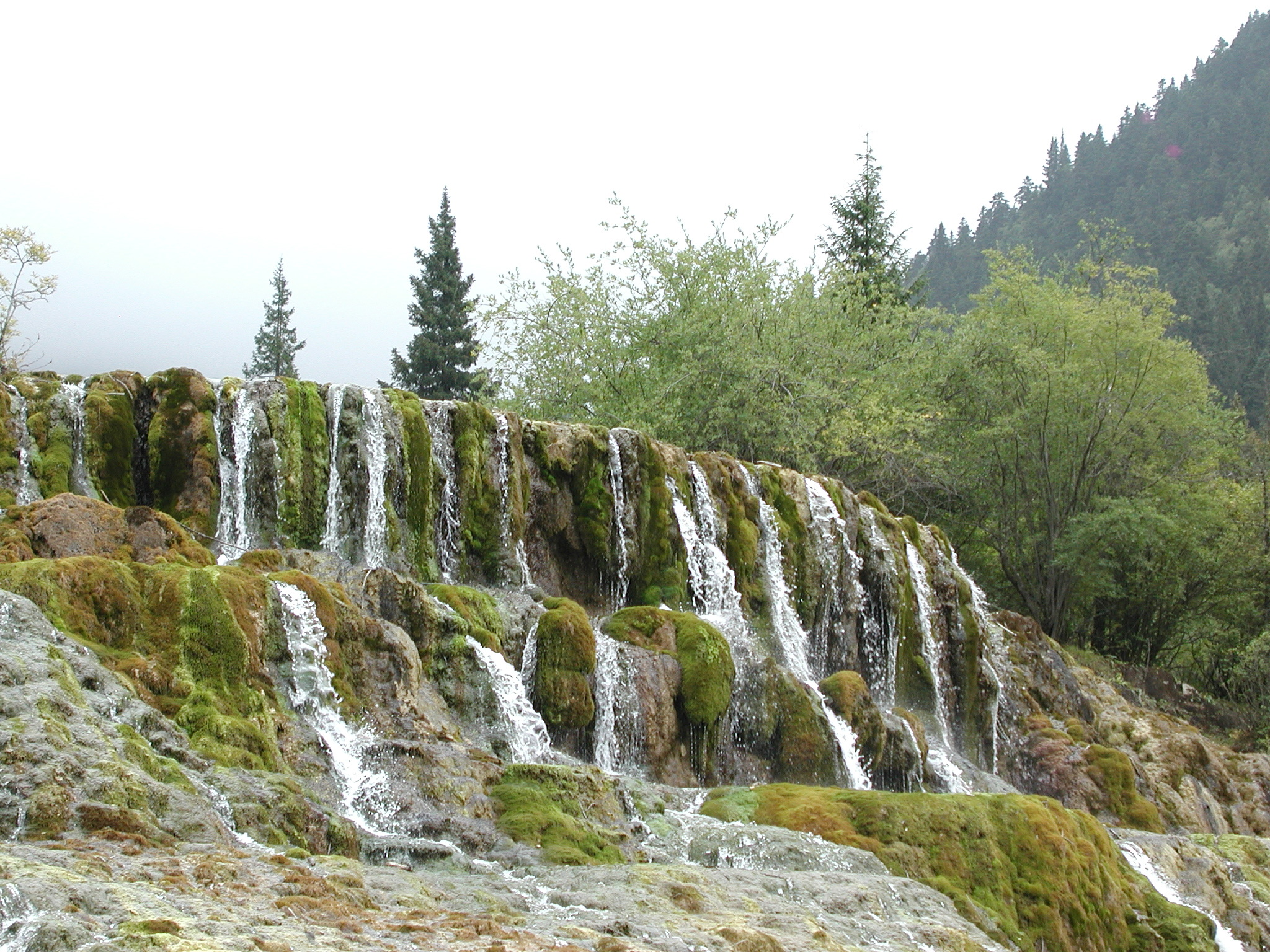
Водоспади в Хуанлун
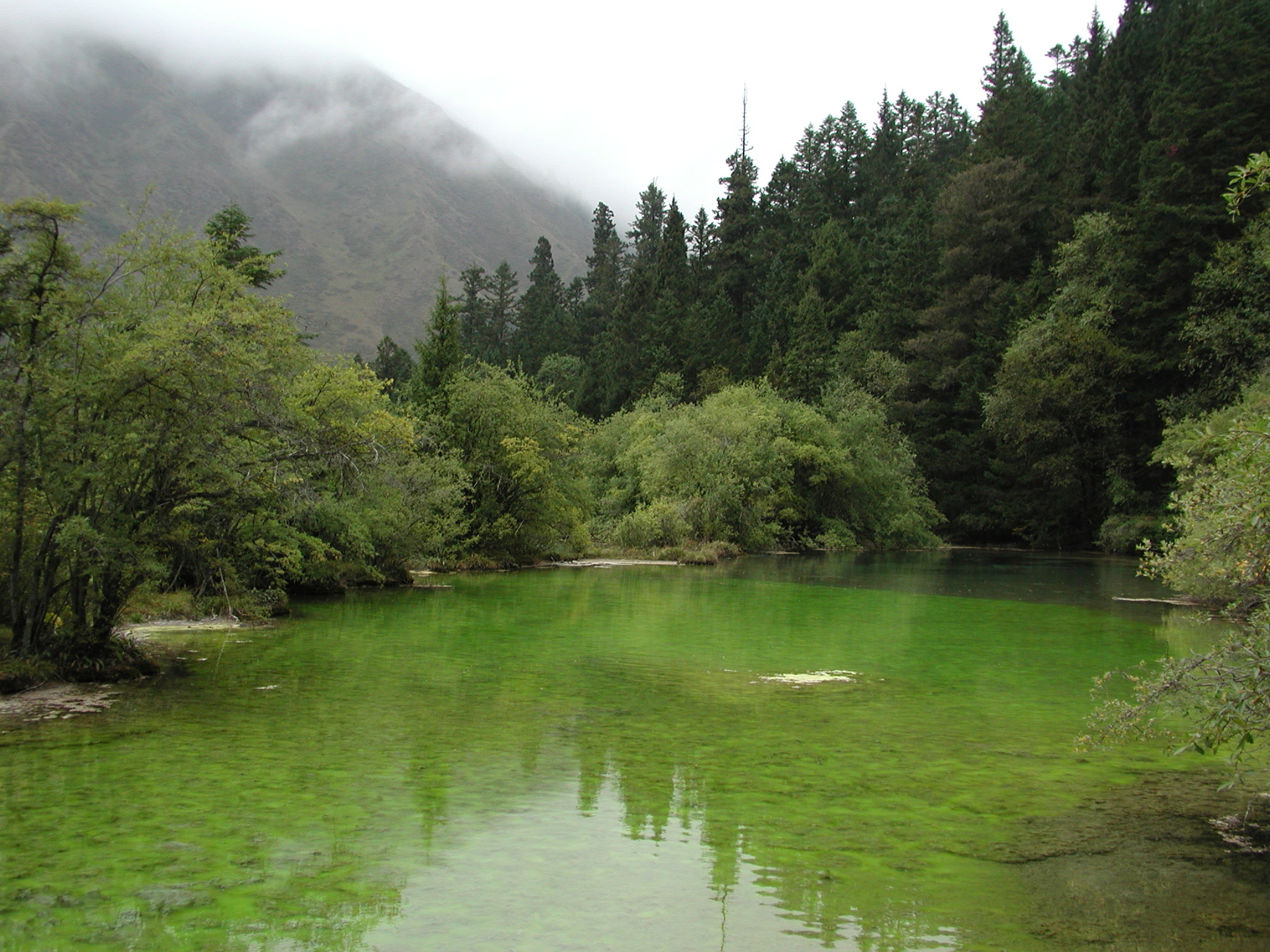
Види природи в Хуанлун
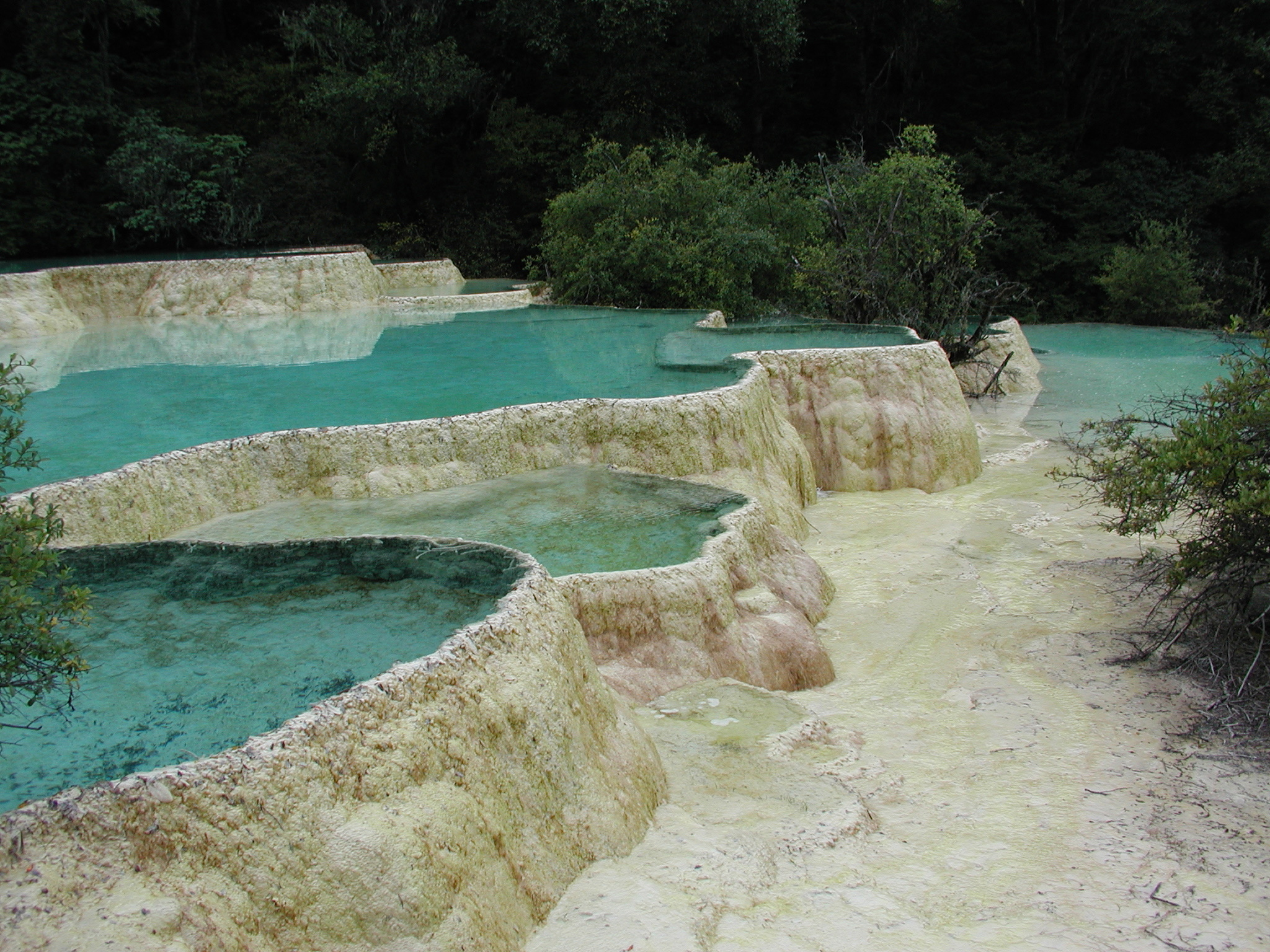
Кольорові басейни